# Moritz Polak
Moritz Polak (ook Maurits genoemd) (Veendam, 6 november 1865 – Den Haag, 4 augustus 1938) was een Nederlands jurist en raadsheer in de Hoge Raad der Nederlanden.
Polak, zoon van de koopman Nathan Joseph Polak en diens echtgenote Carolina Lobstein, studeerde rechten aan de Rijksuniversiteit Groningen van 1885 tot 1891, waar hij op 4 november 1891 promoveerde op het proefschrift De verplichting van de koper tot eigendomsverschaffing. Na zijn studie werd hij advocaat te Groningen; in 1892 commies bij de gemeente Groningen, en in 1896 rentmeester voor de stadsbezittingen. In 1904 werd hij benoemd tot rechter bij de Rechtbank Rotterdam, waar hij in 1915 vicepresident werd. In 1918 werd hij raadsheer bij het Gerechtshof Amsterdam, maar twee jaar later stapte hij over naar het Gerechtshof Den Haag als raadsheer.
Op 13 september 1926 werd Polak aanbevolen voor benoeming tot raadsheer in de Hoge Raad, als opvolger van Harm Hesse. De Tweede Kamer nam de aanbeveling ongewijzigd over en de benoeming volgde op 1 oktober. Op 1 december 1935 werd hem ontslag verleend wegens het bereiken van de 70-jarige leeftijd.
Polak was getrouwd met Bertha Mathilde Oppenheim, dochter van de hoogleraar Jacques Oppenheim; uit dit huwelijk kwamen onder andere Nico Polak, later zelf raadsheer in de Hoge Raad, en Carel Polak, minister van Justitie. Polak schreef een veelgebruikt Handboek van het Nederlandsche Handels- en Faillissementsrecht, dat onder gewijzigde naam nog steeds wordt uitgegeven (vijftiende herziene druk van Polak/Pannevis Insolventierecht, 2022). Hij was verder onder andere voorzitter van de notariële examencommissie en voorzitter van de afdeling Rotterdam van Het Nederlandse Rode Kruis. Polak was ridder in de Orde van de Nederlandse Leeuw en commandeur in de Orde van Oranje-Nassau. Hij overleed in 1938 op 72-jarige leeftijd.
- Biografisch Portaal: 19305527
- Gemeinsame Normdatei: 105616767X
- International Standard Name Identifier: 0000 0000 2946 167X
- Library of Congress Control Number: n90635165
- Nederlandse Thesaurus van Auteursnamen: 069080593
- Virtual International Authority File: 60702300
- WorldCat: E39PCjJ74C7tXMKd36f8gRRqcP